# Asclepias longifolia
Asclepias longifolia ist eine Pflanzenart der Gattung Seidenpflanzen (Asclepias) aus der Unterfamilie der Seidenpflanzengewächse (Asclepiadoideae).

## Merkmale

### Vegetative Merkmale
Asclepias longifolia ist eine ausdauernde, krautige, aufrecht wachsende Pflanze mit einem knolligen Wurzelstock. Die einjährigen Triebe sind schlank und unverzweigt, 20 bis 70 cm hoch und fein flaumig behaart. Sie sterben im Herbst komplett ab und treiben im Frühjahr aus dem Wurzelstock wieder aus. Die unregelmäßig angeordneten, nahe zusammenstehenden Blätter sind ungestielt bis sehr kurz gestielt. Die Blattspreiten sind linealisch-lanzettlich und am äußeren Ende zugespitzt, an der Basis werden sie allmählich schlanker. Sie sind 6 bis 18 cm lang, 2 bis 10 mm breit und fein flaumig behaart bis annähernd kahl.

### Blütenstand und Blüten
Die einzeln stehenden, gestielten Blütenstände sind endständig und entspringen den obersten Nodien. Sie sind wenig- bis eher vielblütig und halbkugelig mit eher locker angeordneten Blüten. Die schlanken Stiele werden 2 bis 6 cm lang und sind fein flaumig behaart. Die Blüten sind eher klein mit sehr schlanken, 1,5 bis 2 cm langen, fein flaumig behaarten Blütenstielen. Die Kelchblätter sind lanzettlich und etwa 2 mm lang, und ebenfalls fein flaumig behaart. Die Blütenkrone ist radförmig mit stark zurück gebogenen Kronblättern. Diese sind etwa 5 mm lang, blass grünlichweiß mit purpurfarbener Tönung, besonders außen. Die einreihige, grünlichweiße Nebenkrone ist kurz gestielt, und besonders unten etwas purpurfarben getönt. Der Stiel ist 1,5 mm lang und 1 mm dick. Die Zipfel der Nebenkrone sind tief sackförmig, im Umriss verkehrteiförmig und etwa 2 mm lang. Es ist kein hornförmiger Sekundärfortsatz vorhanden. Die Zipfel sind viel kürzer als der Griffelkopf. Dieser ist etwa 1,5 mm hoch und ebenso breit.

### Früchte und Samen
Die paarigen, fein flaumig behaarten Balgfrüchte stehen aufrecht auf u-förmigen gebogenen Stiel. Sie sind schmal-spindelförmig und 8 bis 12 cm lang, und etwa 1 cm dick. Die Samen sind breit-elliptisch, etwa 1 cm lang mit einem etwa 3,5 cm langen, weißen Haarschopf.

## Geographische Verbreitung und Ökologie
Das Verbreitungsgebiet der Art erstreckt sich über die Küstenebenen der südöstlichen USA (Alabama, Delaware, Florida, Georgia, Louisiana, Mississippi, North Carolina, South Carolina, Texas und Virginia). Sie wächst dort in Sümpfen und niedrigen Pinienwäldern und blüht von April bis Juli.

## Taxonomie und Systematik
Das Taxon wurde 1803 von  André Michaux in seiner Flora boreali-americana erstmals beschrieben. Jüngere Synonyme sind:
- Anthanotis procumbens Raf.[2]
- Acerates delticola Sm.[3]

Derzeit wird die Art in zwei Unterarten (oder auch Varietäten) untergliedert:
- Asclepias longifolia ssp. longifolia bzw. var. longifolia
- Asclepias longifolia ssp. hirtella (Pennell) J.Farmer & C.R.Bell[4] bzw. Asclepias longifolia var. hirtella (Pennell) B.L.Turner[5]

Die Unterart (oder Varietät) hirtella unterscheidet sich durch die abgespreizte flaumige Behaarung an den Blütenstielen, während bei der Unterart (oder Varietät) longifolia die flaumige Behaarung nach oben an den Blütenstiel angepresst ist. Sie ist außerdem in der Verbreitung auf Louisiana und Texas beschränkt. Das Verbreitungsgebiet der Unterart (oder Varietät) longifolia innerhalb des Areals der Art reicht gerade noch in das östlichste Louisiana hinein; sie kommt nicht in Texas vor.

## Belege